# Molnár Gyöngyi
Molnár Gyöngyi (Szolnok, 1981. december 28. –) magyar színésznő. 

## Életpályája
2000-ben érettségizett a helyi Széchenyi István Gimnáziumban. A főiskola előtt egy évet a Nemzeti Színiakadémián töltött. 2005-2009 között a Színház- és Filmművészeti Egyetem hallgatója volt. 2009-2011 között a József Attila Színház tagja volt. 2011-től szabadúszó, több színházban is szerepel.

## Fontosabb színházi szerepei

### Veres1 Színház
- Agatha Christie: Az Ackroyd-gyilkosság (2025) – Helen Russell
- Böhm - Nemlaha: A meseautó (2024) – Anna kisasszony, titkárnő
- Eric Chappell: Hőguta (2022) – Fay Spencer
- Ray Cooney – Tony Hiltonː 1x3 néha 4 (2022) – Cynthia
- Presser Gábor – Sztevanovity Dusán – Horváth Péterː A padlás (2022) – Kölyök
- Lane – Yazbek – Almodovar: Nők az idegösszeomlás szélén (2021) – Candela
- Peter Schaffer: Rövidzárlat (Clea) – 2020
- Robert Harling: Acélmagnóliák (2020) – Valery
- Bolba Tamás – Szente Vajk – Galambos Attila: Csoportterápia (Jetti) – 2019
- Alexandre de La Patelliere – Matthieu Delaporte: Hogyan nevezzelek? (Anna) – 2019
- Neil Simon: Pletykafészek (2018) – Claire Ganz
- Agatha Christie: Az egérfogó (2015) – Miss Casewell

### Egyéb
- Csukás István: Gyalogcsillag (2024) – Létra
- Marshall – Lawaton – Adams – Vallance: Pretty woman (Micsoda nő!) – Kit De Luca
- David Yazbek: Aranyoskám (2022) – Sandy
- Woody Allen: HATALMAS APHRODITÉ (Kasszandra) – 2017/2018
- Elton John – Lee Hall: BILLY ELLIOT – A MUSICAL (Szereplő) – 2015/2016
- Jean Genet: CSELÉDEK (Szereplő) – 2015/2016
- Miklós Tibor – Várkonyi Mátyás: SZTÁRCSINÁLÓK (Agrippina) – 2014/2015
- Geoffrey Chaucer: EZ VAN (Örömlány 1., Nőcseléd, Első Tyúk, Feleség, Lány 1.) – 2014/2015
- MÉRAY TIBOR – 90 (A dizőz) – 2013/2014
- Szente Vajk – Galambos Attila – Szirtes Tamás – Bolba Tamás: POLIGAMY (Lilla 3) – 2013/2014
- Vörös Róbert: SZERETNI VESZÉLYES (Claudine Dufont) – 2013/2014
- Gém Zoltán: STARFACTORY (Edit, Rami nővére) – 2012/2013
- A.Lloyd Webber – T.S. Eliot: MACSKÁK (Lengelingéla) – 2012/2013
- I. L. Caragiale: VIHAROS ÉJSZAKA (Veta) – 2012/2013
- Claude Magnier: OSCAR (Bernadette, szobalány-grófné) – 2010/2011
- Ruttkay Zsófia – Hámos György – Vajda Anikó: MICI NÉNI KÉT ÉLETE (Rendőrnő, Lány 2, Polyákné, Dizőz az 1. felvonásban) – 2010/2011
- Miklós Tibor – Kocsák Tibor – Jókai Mór: SZEGÉNY GAZDAGOK (Matild, Vajákos asszony) – 2010/2011
- Eric Assous – Pierre Sauvil: ADD KÖLCSÖN A FELESÉGED (Nathalie Klein, újságírónő) – 2009/2010
- Jeremy Lloyd – David Croft: HALLO HALLO! (Helga Geerhart, közlegény) – 2009/2010
- Hamvai Kornél: HARMADIK FIGYELMEZTETÉS (Bellácska) – 2009/2010
- Jókai Mór: A KŐSZÍVŰ EMBER FIAI (Plankenhorst Alfonsine) – 2008/2009
- Ray Cooney – John Chapman: KÖLCSÖNLAKÁS (Miss Wilkinson) – 2007/2008

## Filmes és televíziós szerepei
- Made in Hungaria (2009) ...Lotti
- Starfactory (2014) ...Edit
- 200 első randi (2019)
- A mi kis falunk (2020) ...Orvos
- Valami madarak (2023) ...Eszter
- A renitens (2025) ...Lujza